# Лајка (врста пса)
Лајке (ру. Ла́йка) јесу пси из северне Русије, посебно из Сибира, премда се понекад лајка шире односи и на нордијске ловачке расе. Лајке су примитивни пси који се развијају и уз минималну пажњу чак и у непријатељским временским условима. Уопштено говорећи, од раса лајке се очекује да буду свестрани ловачки пси, способни да лове дивљач различитих величина. Међутим, неколико лајки имају специјализацију, за чување стада или вучење санки.

## Дефиниција
Руска реч лајка (лайка) је именица изведена од глагола лајати (ру. лаять) и буквално значи лајавац. Као назив врсте паса, користи се не само у руској кинолошкој литератури, већ понекад и на другим језицима за све врсте ловачких паса које традиционално гаје народи северне Русије и суседних области. Ово укључује не само три или четири расе познате као Лајке на енглеском, већ и друге стандардне расе које FCI заједно са њима класификује као „нордијске ловачке псе“ (Група 5, одељак 2 FCI класификације).
Заиста реч laika се често користи да се односи не само на ловачке псе већ и на сродне расе паса за санке у појасу тундре, које FCI класификује као „нордијске псе за саонице“, а повремено чак и на све расе шпица.

## Историја
Дебата о томе које псе треба сматрати лајкама стара је колико и руска кинологија. Два од првих познатих објављених радова о лајкама била су револуционарна илустрована књига А. А. Ширинског-Шихматова „Албум северних паса (лајка)“ и књига М. Г. Дмитриеве-Сулиме „Лајка и лов с њом“. Страствени ловац на медведе, принц Ширински-Шихматов је описан као „Будући да је био веома заинтересован за природну памет и ловачки капацитет лајка, набавио је неколико стотина примерака различитих варијетета и озбиљно се посветио њиховом проучавању и узгоју. Принц. Ширински-Шихматов је каталогизовао 13 раса лајка. Међутим, спортисткиња и ауторка М. Г. Дмитриева-Сулима сматрала је да је термин „Северни пас“ најприкладнији назив за ову бројну групу паса. Она такође сматра да ни израз северни такође не би био сасвим прецизан, јер су се пси сличног типа јављали и у Африци, Америци и свуда у Азији. Дмитриева-Сулима је навела 19 додатних раса лајки, подижући укупан број на 30.
Без обзира на тачан број раса лајки, сви савремени писци говоре о поштовању локалних етничких група према овим псима. Руски етнограф Владимир Јохелсон пише „Пас саонице је истовремено и ловачки пас, са добро развијеним чулом мириса, али са бољим слухом и видом. Готово током целе године на поводцу, али препуштени сами себи, савршено су у стању да пронађу храну у виду мишева, јаребица, патака и других птица и малих животиња.”
Током совјетске ере, постојао је притисак да се пси класификују по њиховој специјализацији, као и да се слични локални пси споје у велике географске зоне. Тако су многи стручњаци почели да сматрају да су лајке искључиво пси који се користе као поинтери и настоје да искључе коришћење лајки као пастирских и паса за вучу. Током 1952. Кинолошки савет Главохота Руске Федерације одобрио је сталне стандарде расе прве три расе. У међувремену, пси за санке су подељени у два типа, мањи западни самојед и већа североисточна вучна лајки.
Популарност паса са педигреима у комбинацији са системском кампањом званичника да елиминишу изворне псе, резултирала је колапсом непризнатих локалних абориџинских лајка. Поред тога, увођење механизованог путовања, као и пад лова на крзно и локалног риболова додатно су убрзали опадање лајка.
Распад Совјетског Савеза отворио је простор да се додатне лајке признају као засебне расе, а 1992. године, камчатска лајка и чукотски пас за запреге су добили признање као расни пси од стране Руске кинолошке федерације, а затим и ненечка лајка лајка 1994. Током 2004. године јакутијска лајка је проглашена за нову расу. Сматра се да су многе лајке идентификоване почетком 20. века сада изгубљене, укључујући Гиљак лајку (сахалински хаски) и јукагирску лајку.
Упркос визуелној сличности међу расама лајки, генетска анализа показује малу генетску повезаност са сличним расама у суседним географским областима Русије и Скандинавије.

## Подрасе
| Тип                         | Раса                    | Земља порекла                                 |
| --------------------------- | ----------------------- | --------------------------------------------- |
| Лајка за лов                | Источносибирка лајка    | Русија Архивирано на веб-сајту (22. јун 2024) |
| Лајка за лов                | Фински шпиц             | Финска                                        |
| Лајка за лов                | Карелијански медвед пас | Карелија, Финска и Русија                     |
| Лајка за лов                | Карело-финска лајка     | Финска и Русија                               |
| Лајка за лов                | Нортботеншпиц           | Шведска                                       |
| Лајка за лов                | Русо-европска лајка     | Русија, Финска                                |
| Лајка за лов                | Западносибирска лајка   | Русија                                        |
| Лајка за лов                | Зердрава                | Турска                                        |
| Лајке чувари, пастирски пси | Ненец пастирска лајка   | Русија                                        |
| Лајке чувари, пастирски пси | Самојед                 | Русија                                        |
| Лајка за вучење санки       | Чукоткски пас за санке  | Русија                                        |
| Лајка за вучење санки       | Камчатски пас за санке  | Русија                                        |
| Лајка за вучење санки       | Сахалински хаски        | Русија и Japan                                |
| Лајка за вучење санки       | Сибирски хаски          | Русија                                        |
| Лајка за вучење санки       | Јакутијска лајка        | Јакутија, Русија                              |